# Fräulein Casanova
Fräulein Casanova ist ein österreichisches Filmlustspiel aus dem Jahre 1952 von E. W. Emo mit Walter Giller, Angelika Hauff, Josef Meinrad und Gertrud Kückelmann in den Hauptrollen. Vorlagenautor Karl Hans Leiter war auch am Drehbuch beteiligt.

## Handlung
Hugo Schröder und Julius Schromm sind Eigner eines gut gehenden Wiener Bekleidungsgeschäfts, das den Frauen jener Jahre Eleganz und modischen Schick verspricht. Um die Firma auf ewig im Familienbesitz zu halten, planen die beiden alten Herren, dass Schromms Sohn Fritz, ein Frauenheld und sorgloser Luftikus, die Schröder-Tochter Eva ehelichen soll. Zwar hat vor allem Fritz wenig Lust dazu, beugt sich aber schließlich dem elterlichen Willen und lässt sich mit der braven Eva verloben. Sein Verhältnis mit der rassigeren und vor allem auch sinnlicheren und temperamentvolleren Tänzerin Raffaela Raffay will er dennoch nicht auflösen. Obwohl auch Eva nicht gerade ihr Herz an Fritz verloren hat, mag sie, nachdem man ihr von Fritzens Amouren mit Raffaela berichtet hat, es dennoch nicht, derart vorgeführt zu werden und plant daher einen Rachefeldzug. Die schüchterne junge Frau antwortet auf eine Annonce, in der es ein wenig schwiemelig heißt: „Fescher Herrenfahrer sucht reizende Begleitung“. Der Inserent heißt Rolf Reimann, ist ein Erfolgsautor und im Grunde genommen genauso schüchtern wie Eva. Dass es sich dabei um eine Liebes- und Erfahrungsreise handeln soll, ahnt Eva dabei (noch) nicht. Und noch weniger ahnt sie, dass eben jener Rolf ein Freund ihres Verlobten Fritz ist. Der nämlich hat über Rolfs Liebesromane gelästert, dass diese doch eh nur seiner Phantasie entspringen würden und er, Rolf, solle doch endlich einmal über etwas amouröses schreiben, was er auch tatsächlich selbst erlebt habe. Aus dieser Idee entsprang schließlich das Inserat.
Zwischen den beiden in Wahrheit ziemlich verklemmten Turteltauben wider Willen löst sich auf der Fahrt nur allmählich die ihnen innewohnende Schüchternheit und Verkrampfung. Als man im Wochenendhäuschen inmitten von Mutter Natur ankommt, müssen Eva und Rolf erkennen, dass die auserwählte Liebeslaube bereits von einem anderen Pärchen belegt ist. Als man einander bemerkt, ergreifen alle Viere die Flucht, ohne sich von Angesicht zu Angesicht gegenübergestanden zu haben. Dies ist auch besser so, denn der feurige Wildfang Raffaela hatte den alten Schröder hierhin verschleppt, um diesen zu verführen und sich damit an Eva für ihre Verlobung mit Fritz zu rächen. Die Flucht der beiden Paare führt ins nächstgelegene Hotel. Hier müssen Eva und Rolf aus Platzmangel sich mit einem Verschlag begnügen, da sonst alles ausgebucht ist. Fritz Schromm ist derweil mit der eifersüchtigen Gattin Hugos, Berta Schröder, dem abgängigen Ehemann im Auto nachgefahren und trifft nun ebenfalls im Hotel ein. Als Berta wild vor sich hinschimpfend an die Hotelzimmertür ihres Gatten klopft, lässt er die arme Raffaela in der gefüllten Badewanne abtauchen. Die hineinstürmende Eva rettet ihren Vater vor dem Schlimmsten, einem Tobsuchtsanfall Bertas. Fritz kommt wenig später hinzu und küsst leidenschaftlich die aus der Wanne wieder aufgetauchte, pitschnasse Raffaela. Er hat seine Geliebte, Eva und Rolf kommen zusammen, und die Ehe der Schröders ist gerettet. So gibt es für alle Beteiligten doch noch ein Happy End.

## Produktionsnotizen
Fräulein Casanova entstand im Herbst 1952 in Wien-Sievering (Atelieraufnahmen) sowie in Wien und Umgebung und wurde am 9. Januar 1953 in Stuttgart uraufgeführt. In Wien lief der österreichische Streifen am 13. Februar desselben Jahres an, die Berliner Premiere war am 7. Mai 1953.
Karl Zieglmayer hatte die Produktionsleitung, Fritz Mögle entwarf die Filmbauten, Elfriede Czerny die Kostüme. Ernst Hofbauer war Regieassistent, Diplomingenieur Paul Kemetter sorgte für den guten Ton.

## Kritiken
Im Lexikon des Internationalen Films heißt es knapp: „Verwechslungslustspiel von der Stange, ohne Schick und elegante Linie.“
Der 3sat-Pressetext bewarb den Film anlässlich seiner Fernsehausstrahlung als „witziges Verwechslungslustspiel“
Bei tvtoday.de heißt es: „Wer sich an den Harmlosigkeiten dieses Lustspiels nicht stört, darf leise vor sich hin schmunzeln.“